# Широкий, Сергей Анатольевич
Сергей Анатольевич Широкий (бел. Сяргей Шырокі; род. 24 марта 1966, Бобруйск, Могилёвская область) — советский и белорусский футболист, игравший на позиции полузащитник. Мастер спорта.

## Клубная карьера
Профессиональную карьеру начал в 1985 году в минском «Динамо», где принял участие в 89 матчей и забил 10 голов. С 1990 по 1992 года выступал за грузинский клуб «Амирани». Потом вернулся в Беларусь, где выступал за «Динамо-93». Сезон 1994/95 провёл в минском «Динамо». В 1996 году вернулся в «Динамо-93». Также Широкий выступал за минское «Торпедо» и бобруйскую «Белшину». В 1998 году завершил карьеру, выступая за солигорский «Шахтёр».

## Карьера в сборной
Единственный матч за национальную сборную Беларуси провёл 25 мая 1994 года против сборной Украины (1:3).